# 米濟爾

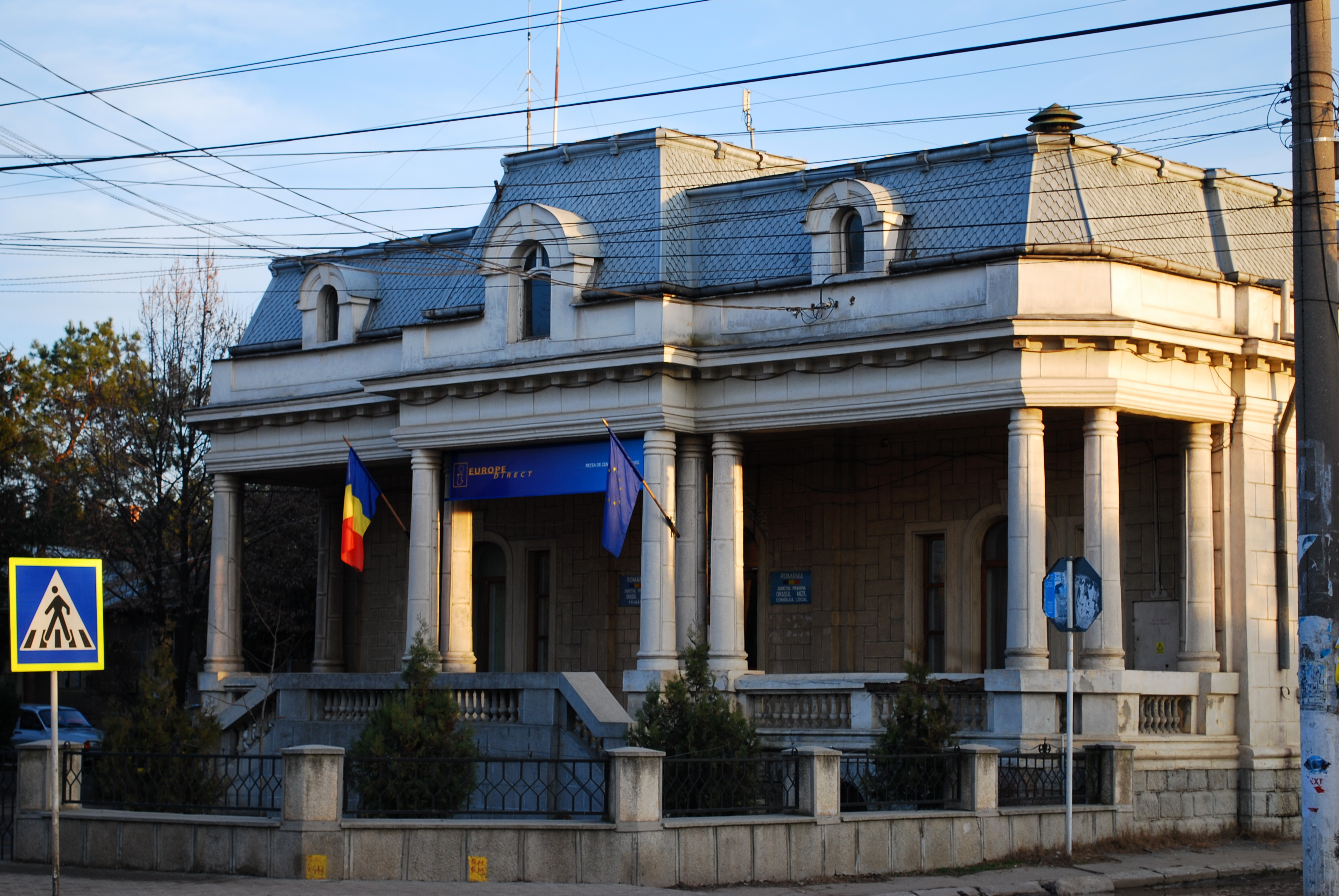

米濟爾是羅馬尼亞的城鎮，位於該國東南部，距離首府普洛耶什蒂32公里，由普拉霍瓦縣負責管轄，面積19.31平方公里，海拔高度119米，2009年人口16,112，大多數居民信奉東正教。